# Moni Nilsson-Brännström
Moni Nilsson-Brännström (ur. 24 lutego 1955 w Sztokholmie) – szwedzka autorka książek dla dzieci i młodzieży. Najbardziej znana z cyklu książek o Tsatsikim. Zasiadała na miejscu 17. w Svenska Barnbokakademien.
Książki publikuje pod nazwiskiem Nilsson.
W roku 1999 premierę miał film na podstawie serii o Tsatsikim, Tsatsiki: mama i policjant.
Autorką polskich tłumaczeń jest Barbara Gawryluk.
Wszystkie książki Moni Nilsson w Polsce ukazały się nakładem Wydawnictwa Zakamarki.

## Wybrane nagrody i wyróżnienia
- 1997 – Bokjuryn (kategoria 7–9 lat)
- 1998 – Nils Holgersson-plaketten (za „Tylko Tsatsiki”)
- 1999 – BMF-plaketten (za „Tsatsiki i miłość”)
- 1999 – Bokjuryn (kategoria 7–9 lat)
- 1999 – Wettergrens barnbokollon
- 2001 – Bokjuryn (kategoria 7–9 lat)
- 2003 – Bokjuryn (kategoria 14–19 lat)
- 2005 – Tower of Babel Honour (Estonia)
- 2010 – Nagroda im. Astrid Lindgren (Astrid Lindgren-priset)[5][6][7]

## Seria o Tsatsikim
| Lp. | Tytuł polski                        | Tytuł oryginalny        | Rok pierwszego wydania w Szwecji | Rok pierwszego wydania w Polsce | ISBN              |
| --- | ----------------------------------- | ----------------------- | -------------------------------- | ------------------------------- | ----------------- |
| 1.  | Tsatsiki i Mamuśka                  | Tsatsiki och Morsan     | 1995                             | 2009                            | 978-83-60963-49-4 |
| 2.  | Tsatsiki i Tata Poławiacz Ośmiornic | Tsatsiki och Farsan     | 1996                             | 2010                            | 978-83-60963-81-4 |
| 3.  | Tylko Tsatsiki                      | Bara Tsatsiki           | 1997                             | 2011                            | 978-83-7776-005-5 |
| 4.  | Tsatsiki i miłość                   | Tsatsiki och kärleken   | 1999                             | 2012                            | 978-83-7776-022-2 |
| 5.  | Tsatsiki i Retzina                  | Tsatsiki och Retzina    | 2001                             | 2013                            | 978-83-7776-043-7 |
| 6.  | Tsatsiki i Per                      | Tsatsiki och Hammarn    | 2015                             | 2017                            | 978-83-7776-143-4 |
| 7.  | Tsatsiki i wojna oliwkowa           | Tsatsiki och Olivkriget | 2015                             | 2019                            | 978-83-7776-186-1 |
| 8.  | Tsatsiki i Alva                     | Tsatsiki och Älva       | 2015                             | 2024                            | 978-83-7776-256-1 |

## Seria Przygody w Raju
| Lp. | Tytuł polski                     | Tytuł oryginalny                 | Rok pierwszego wydania w Szwecji | Rok pierwszego wydania w Polsce |
| --- | -------------------------------- | -------------------------------- | -------------------------------- | ------------------------------- |
| 1.  | Najlepsi przyjaciele             | Bästa vänner                     | 2012                             | 2014                            |
| 2.  | Anioły, ciasta i wypadające zęby | Änglar, kakor och tappade tänder | 2012                             | 2014                            |
| 3.  | Noc duchów                       | Spöknatt                         | 2013                             | 2015                            |
| 4.  | Najlepsze najgorsze urodziny     | Bästa värsta födelsedagen        | 2013                             | 2015                            |
| 5.  | Zlatko, Beza i złodziej          | Slatten, Kakan och Tjuven        | 2014                             | 2016                            |

Poza seriami
Tyle miłości nie może umrzeć (tyt. oryg. Så mycket kärlek kan inte dö), wyd. szwedzkie 2018, tłumaczenie Agnieszka Stróżyk, Wydawnictwo Zakamarki 2021, ISBN 978-83-7776-193-9